# Le Monde secret des Émojis
Pour plus de détails, voir Fiche technique et Distribution.
Le Monde secret des Émojis ou Émoji le film au Québec (The Emoji Movie) est un film d'aventure américain réalisé par Tony Leondis, sorti en 2017.
Le film est en animation 3D. Il a reçu une majorité de critiques négatives.

## Synopsis
Dans le smartphone d'Alex, un collégien, l'application de messagerie cache en fait un monde à part entière : la ville de Textopolis, où vivent tous les émojis. Chaque émoji ne peut avoir qu'une expression, sauf un, Gene, qui est sencé être un smiley « bof » mais qui peut en fait adopter toutes les expressions possibles, et a du mal à garder en permanence son expression de « bof ».
Lors du premier jour de travail de Gene, Alex le choisit en écrivant un message mais celui-ci ne parvient pas à garder son expression ce qui met Alex dans une situation embarassante. Il est alors décidé de supprimer Gene, considéré comme une anomalie, par peur qu'Alex n'ait plus confiance dans son téléphone si la situation se reproduit et ne décide de le réinitialiser, ce qui ferait disparaître Textopolis.
Gene, poursuivi par des robots, part alors en quête d'un hackeur qui pourra le reprogrammer, accompagné par Tope-là, un émoji en forme de main. Ils rencontrent ainsi Rebelle, une émoji hackeuse, qui les emmene en direction du cloud, en dehors du téléphone, pour utiliser le code source. Ils passent ainsi par plusieurs applications mais provoquent au passage un nouveau dysfonctionnement du téléphone et Alex décide de prendre rendez-vous pour le faire réinitialiser.
Ils arrivent à rejoindre le cloud, mais Gene se fait attraper par un robot amélioré qui le ramène à Textopolis. Rebelle et Tope-là rejoignent Gene juste avant qu'il ne se fasse supprimer. La réinitialisation du téléphone commence, mais grâce à la capacité de Gene de faire toutes les expressions possibles, ils arrivent à pousser Alex à annuler la réinitialisation.
Plus tard, on retrouve Gene, qui fait toujours son travail d'émoji, avec tous les autres dont Tope-là et Rebelle, cette dernière dirigeant maintenant l'équipe des émojis.
Scène inter-générique
Au sous-sol, dans le local des émojis inutilisés, Miss Smiley, équipée d'un appareil d'orthodontie, assise à la table, joue au cartes avec les émojis Valise, Graphique en baisse et Croquette au poisson. Croquette au poisson abat une paire d'as et éclate de rire. Valise et Graphique en baisse éclatent de rire à leur tour.

## Fiche technique
Sauf indication contraire, les informations mentionnées dans cette section peuvent être confirmées par la base de données cinématographiques IMDb,  présente dans la section « Liens externes ».
- Titre original : The Emoji Movie
- Titre français : Le Monde secret des Émojis
- Titre québécois : Émoji le film
- Réalisation : Tony Leondis
- Scénario : Eric Siegel, Tony Leondis et Mike White
- Musique : Patrick Doyle
- Direction artistique : Ryan L. Carlson
- Montage : William J. Caparella
- Société(s) de production : Columbia Pictures, LStar Capital et Sony Pictures Animation
- Pays de production :  États-Unis
- Langue originale : anglais
- Format : couleur (Eastmancolor) — 35 mm — 2,20:1/2,39:1 — Dolby Atmos/Dolby Digital/DTS/Dolby Surround 7.1
- Genre : aventure
- Durée : 86 minutes

## Distribution

### Voix originales
- T. J. Miller : Meh/Gene
- James Corden : Hi-5
- Anna Faris : Jailbreak
- Maya Rudolph : Smiler
- Steven Wright : Mel Meh
- Jennifer Coolidge : Mary Meh

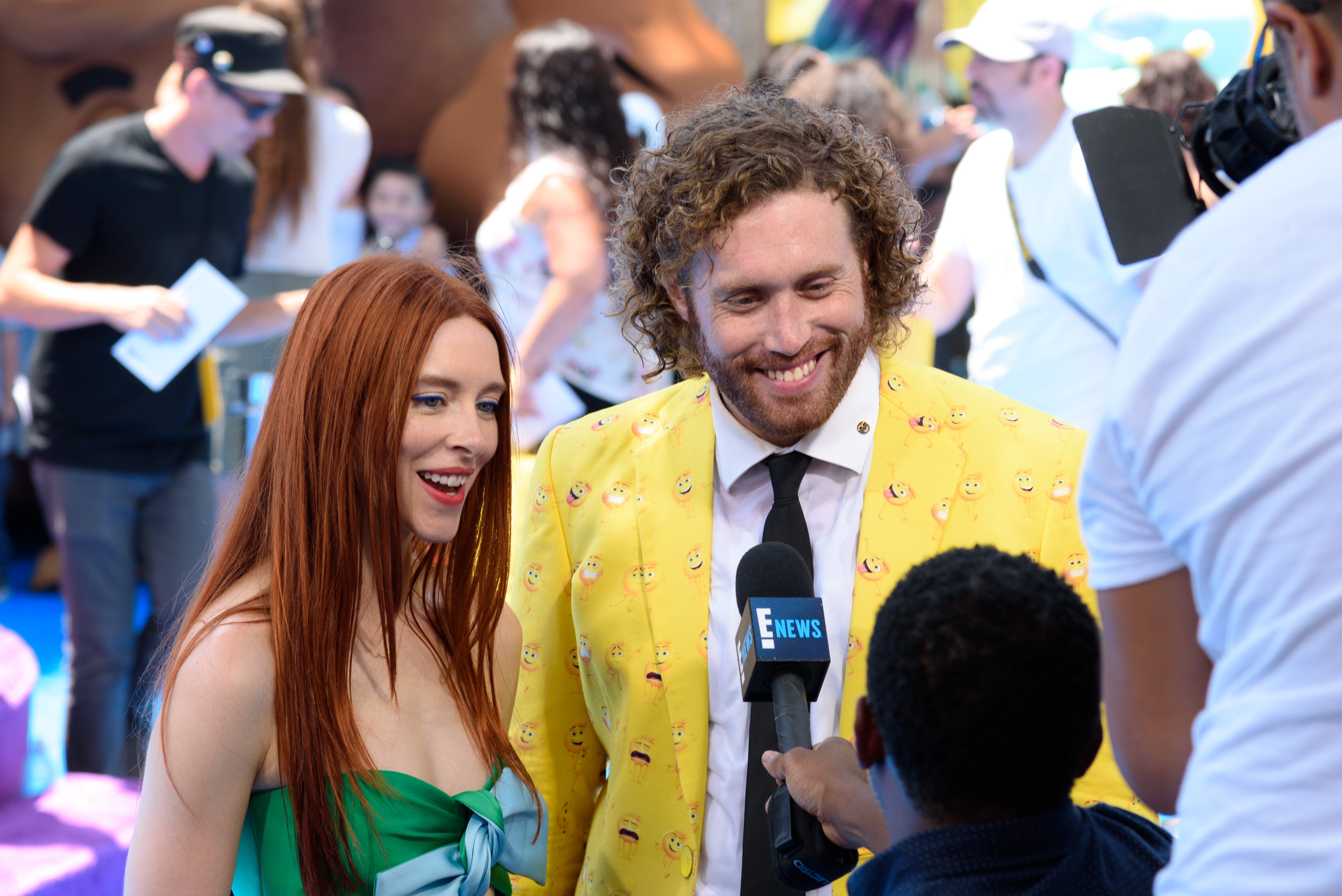
T. J. Miller et sa femme Kate lors de la première du film à Westwood à Los Angeles.

- Christina Aguilera : Akiko Glitter[2]
- Sofía Vergara : Flamenca
- Jake T. Austin : Alex
- Patrick Stewart[3] : Poop[4]
- Rob Riggle : un émoji en forme de crème glacée[4]

### Voix françaises
- Jérôme Commandeur : Gene
- Jonathan Cohen : Tope-Là
- Caroline Receveur : Rebelle
- Valérie Siclay : Miss Smiley
- Emmanuelle Rivière : Flamenca
- Youna Noiret : Akiko Glitter, l'animatrice de l'application Just Dance
- Asto Montcho : le videur de la soirée VIP des émojis
- Cerise Calixte : Addie
- Julien Crampon : Alex

### Voix québécoises
- Xavier Dolan : Gene
- Thiéry Dubé : Biggie
- Célia Arsenault-Gouin : Franny
- Marika Lhoumeau : Smiler
- Anne Dorval : Madame Bof

## Production
Le 21 juillet 2015, après de longs mois d’acharnement, Sony Pictures Animation remporte une bataille l’opposant aux sociétés de production Warner Bros. et Paramount Pictures, afin de savoir qui sera en mesure d’obtenir les droits pour travailler sur un film d’animation dont le synopsis porte sur les émojis et basé sur un scénario originellement écrit par Eric Siegel et Tony Leondis. Ce dernier sera, plus tard, annoncé comme réalisateur chargé du projet. Michelle Raimo Kouyate est ensuite désignée comme productrice. Au cours de l’événement annuel CinemaCon 2016, le projet est officialisé. De plus, il est révélé que la trame se déroulera dans un monde numérique situé dans un smartphone.
En novembre 2015, Sony projette initialement la sortie du film pour le 11 août 2017. Un an plus tard, elle sera finalement avancée d’une semaine, pour être ainsi remplacé par le lancement de Baby Driver.
Le 17 juillet 2016, soit pendant la journée mondiale des émojis, Sony Pictures Animation communique par le biais de son compte Twitter que T. J. Miller interprètera le rôle de Gene. En octobre 2016, il est rapporté qu’Ilana Glazer et James Corden rejoindront également la distribution principale. Deux mois plus tard, le titre original du film, Emojimovie: Express Yourself, est repensé pour devenir The Emoji Movie.
Le 20 décembre 2016, la première bande-annonce promotionnelle apparaît sur Internet.

## Accueil

### Accueil critique
Le film obtient un accueil largement négatif de la part des critiques professionnelles, obtenant un taux d'approbation de 6 % sur le site Rotten Tomatoes, sur la base de quarante critiques collectées et une moyenne de 1,5/10, dont le consensus critique (habituellement un petit paragraphe) est un symbole interdit (en) (🚫). Sur le site Metacritic, il obtient un score de 10/100, pour vingt critiques collectées.

### Box-office
Pour les 2 jours précédant sa sortie, le film engrange 24 531 923 $ aux États-Unis, puis à la date du 20 août 2017, le film détient près de 71 millions de dollars au niveau national. Dans le reste du monde le film engrange 53 600 000 $ ce qui totalise 125 367 352 $ dans le monde entier.
| Pays ou région | Box-office      | Date d'arrêt du box-office | Nombre de semaines |
| -------------- | --------------- | -------------------------- | ------------------ |
| États-Unis     | 89 089 513 $    | 30 octobre 2017            | 13                 |
| France         | 742 474 entrées | ?                          | 13                 |
| Total mondial  | 216 999 423 $   | 30 octobre 2017            | 13                 |